# Sagittaria demersa
Sagittaria demersa là một loài thực vật có hoa trong họ Alismataceae. Loài này được J.G.Sm. miêu tả khoa học đầu tiên năm 1894.